# 志溪
志溪河是资江的主要支流之一，自南向北于益阳市市区注入资江，主要流经区域有宁乡县、桃江县和益阳市赫山区。